# Arsen Kasabijew
Arsen Kasabijew –en georgiano, არსენ კასაბიევი, Arsen Kasabiyev– (Tsjinvali, URSS, 15 de noviembre de 1987) es un deportista georgiano que compitió en halterofilia (a partir del año 2010 lo hizo bajo la bandera de Polonia).
Participó en tres Juegos Olímpicos de Verano, entre los años 2004 y 2012, obteniendo una medalla de plata en Pekín 2008, en la categoría de 94 kg. Ganó una medalla de oro en el Campeonato Europeo de Halterofilia de 2010.

## Palmarés internacional
| Representando a Georgia |                     |                  |           |
| Juegos Olímpicos        |                     |                  |           |
| Año                     | Lugar               | Medalla          | Categoría |
| 2008                    | Pekín (China)       | Medalla de plata | 94 kg     |
| Representando a Polonia |                     |                  |           |
| Campeonato Europeo      |                     |                  |           |
| Año                     | Lugar               | Medalla          | Categoría |
| 2010                    | Minsk (Bielorrusia) | Medalla de oro   | 94 kg     |